# Robert Trujillo
Robert Trujillo (rojen Roberto Agustín Miguel Santiago Samuel Perez de la Santa Concepción Trujillo Veracruz Bautista), ameriški glasbenik, * 23. oktober 1964.
Trujillo je basist metal skupine Metallica.
Robert je postal znan, ko je februarja leta 2003 pristopil k skupini Metallica. Po odhodu dolgoletnega basista Jasona Newsteda je skupina po izčrpni avdiciji sprejela Roberta. Pred tem je igral pri Ozzyju Osbournu in tudi skupinah Suicidal Tendencies ter Infectious Grooves.